# Нові Виселки (Зубово-Полянський район)
Нові Ви́селки (рос. Новые Выселки, ерз. Бзновка) — село у складі Зубово-Полянського району Мордовії, Росія. Адміністративний центр Нововисельського сільського поселення.
Населення — 752 особи (2010; 756 у 2002).
Національний склад (станом на 2002 рік):
- мордва — 95 %